# Literatura en lituano
La literatura en lituano es aquella hecha en lituano, una lengua indoeuropea hablada en Lituania, en la costa del mar Báltico.

## Orígenes
Como los demás pueblos bálticos, antes de la Edad Media poseían un fuerte desarrollo de la literatura oral. Las principales muestras artísticas eran los raudas, cantos funerarios, las kalėda o cantos de año nuevo, los dainos o cantos épicos, las giesmes o baladas y las pasakos o leyendas. Otros cantos antiguos eran las lopšinis (canción de cuna).

## Edad Media
Durante los reinados de Gediminas y Algirdas se compusieron numerosas vaidilos y kanklinintai, rapsodias sacras y profanes de la época pagana. Destacaron las crónicas, como Lietuvos Metrika («Anales lituanos»), los Litovskomu rodu Počinok («Principios de la dinastía Lituana») y los Lietuvos ir Žemaičyų Didžiosios Kuningaikstijos Metraštis («Anales del Grand Principado de Lituania y Samogítia», 1377-1447), todos ellos compuestos entre los siglos XIV y XV.

## Edad Moderna
La creación del Gran Ducado de Lituania no tuvo mucho impacto en la creación de una literatura nacional en lituano, puesto que la alta cultura estaba en manos de curas católicos y escribas rutenos, de forma que se hizo en latín o ruteno. Durante los siglos XV y XVI también se escribieron obras de carácter humanístico y didáctico en latín, como Origo regis Jagyelo te Witholdi ducum Lithuaniae, Carmen de statura feritate ac venatione bisontis (1526) de Nicolaus Husovianus, las Constitutiones ecclesiae mednicensis del español Pedro Ruiz de Moros (fallecido en 1571), De libertate politica de Andreas Volanus (fallecido en 1610), De moribus Tartarorum, Lithuanorum te Moschorum de Michalo Lithuanus y las obras del jesuita Sarbiauskis.

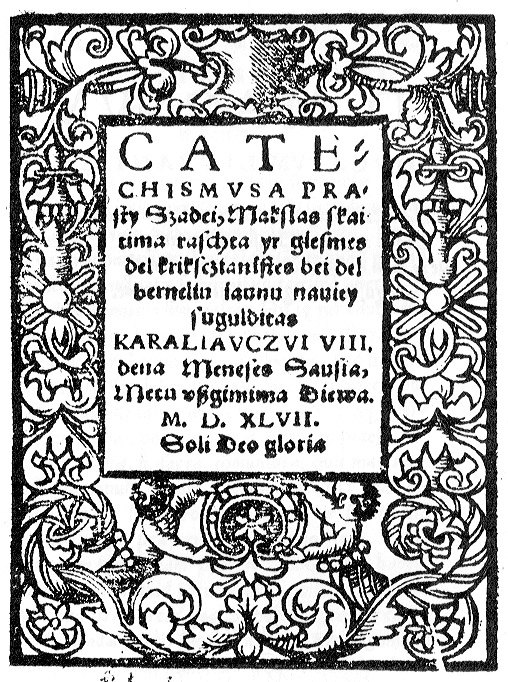
Catecismo de Mažyvidas, primera obra imprimida en lituano.

Fue en esta época cuando destacaron los primeros escritos en lituano. En Prusia Oriental destacaron Stanislovas Rapailionis (fallecido en 1545), que escribió una Pasión de Cristo, y Abromas Kulvietis (fallecido en 1545) de Vilna, traductor de los Salmos de David. Su finalidad, sin embargo, no era otra que hacer propaganda del protestantismo. De esta manera, fue Martynas Mažyvidas Vaitkunas (fallecido en 1563), quién tradujo al lituano, escrito en alfabeto latino, el Katekizmas de Martín Lutero y lo imprimió en Karaliaučius (Königsberg) en 1547 con el sugestivo título de Bralei imkiet mande ir skaitikiet («Hermanos, hermanas, cogedme y leedme»).
En 1579 el protestante Baltramiejus Vilentas tradujo del alemán el Enchiridion de Lutero, el mismo año en que Mikalojus Dauksa (1530-1603) compuso el primer poema profano en lituano, Radivilias, dedicado a los Radziwill. Merkelis Giedraitis (fallecido entre 1577-1609), obispo de Samogítia desde 1577, hizo predicar en lituano para oponerse tanto a la expansión del luteranismo cómo al culto pagano del Šventa ugnis («Fuego sagrado») e impulsó la literatura lituana, encargando a Dauksa la composición de unas Postilė («Sermones», 1599). Entre 1579 y 1590, Jonas Bretkunas (1535-1602) tradujo la Biblia al lituano, aunque sólo se publicarían los Salmos y unas Colectas. Postilė (1591) en Königsberg.

## Los siglosXVIIyXVIII
Durante el siglo XVII destacaría el jesuita Kastantinas Šyrvydas (1579-1631) de Vilna, autor de un Dictionarium trium linguarum/ Lietuviu Kalbos Zodynas (1629), gramática y estudio del lituano, y unos Punktai sakimu («Sermones»). Otros autores fueron Saliamonas Slavocinskis (siglo XVII) y Jonas Jaknavicius (1598-1668), que facilitaron con su tarea el futuro desarrollo de la lengua estándar. Merced a todos ellos, el canónigo de Tilže (Tilsit), Danielius Kleinas (1610-1666) compuso la primera Grammatika Lithuanica y una colección de giesmes (Cantos).
Durante el siglo XVIII destacaron Juozepas Arnulpas Giedraitis (1754-1838), obispo de Samogítia que hizo traducir el Nuevo Testamento al lituano y haría editar la Biblia en lituano en 1735; Pilypas Rugys (1675-1749) y su hijo, admirados por Lessing, Goethe y Herder, redactaron un diccionario lituano-alemán y una gramática lituana, y entre 1745 y 1747 realizaron una compilación de dainos; también destaca la traducción de las Ezopo Pasakecios («Fábulas de Esopo», 1706), de los autores Antanas Klementas (1756-1823) y S. Stanevicius, autor de Žemaičiu slove («La gloria de los samogitis»). Pero el más destacado, a pesar de que ya se puede inscribir en el siguiente siglo, es el pastor luterano Kristionas Donelaitis (1713-1780), teólogo y maestro, autor de unas Aisópas arba pasakos («Fábulas de Esopo», publicadas en 1824) y de la compilación Metai («Las cuatro estaciones»), no publicado hasta el 1818 y que comprende Pavasario linksmybes («Gozos de primavera»), Vasaros darbai («Trabajos de verano»), Rudenio gerbes («Bienes de otoño») y Žiemos rupesčiai («Tristezas de invierno»).

## sigloXIX
A principios del siglo XIX se desarrolló la moderna literatura lituana. Los primeros autores destacados fueran Antanas Stradzas (1763-1833), autor de los poemas Pulkim ant keliu («Postrado de rodillas»), Strazdas («El tordo»), Pavasaris («Primavera»), Cegulėje («Abubilla»), Siratos giesmė («El canto del herrero») y Ir atskrido juodas varnas («Y vino volando un cuervo negro»); y Teodor Narbut (1754-1864) historiador, pero que escribió en polaco Dziege narodu Litewskiego («Historia del pueblo lituano», 1835-1841) de los orígenes de los lituanos hasta la Unión de Lublin.
A estos les siguieron F. X. Bauzas (1746-1820), canónigo de Vilna y maestro de historia que llegaría a obispo de Samogítia, que clamaría contra el abandono de la lengua y escribió Historia de los orígenes del pueblo y la lengua lituana (1808); Dionyzas Poška (1757-1833), autor de los poemas Mando darzelyge («A mi jardín») y Žemaičyų Lietuvos mužikas («El labrador de Samogítia y Lituania»); Simanas Stanevicius (1799-1848) con los poemas Arklys ir meška («El caballo y el oso», 1829) y Žemaičyų slove («La gloria de Samogítia», 1829); Simonas Daukantas (1793-1864), autor de Darbai senųjų lietuvių ir žemaičyų («Los hechos de los antiguos lituanos y samogitis», 1822), Istorija žemaitiška («Historia de Samogítia», 1838) y Būdas senovės lietuvių, kalnėnų ir žemaičyų («El carácter de los antiguos lituanos y samogitis»); Silvestras Valiunas (1790-1833), autor del poema histórico Biruté; Liudvikas Gediminas Reza (1777-1840), teólogo y profesor de la universidad de Königsberg, autor de una Philologisch-kritische Ammerkürgen zur littaunischen Bibel (1816) y recopilador de Dainos, oder littauische volkslieder («Dainos, o cantos populares lituanos», 1840); y Paskevicius, juez de Samogítia y poeta.
La aparición del diario Keilevis («El viajante») facilitará la aparición de una nueva generación de autores lituanos, como el obispo Motiejus Valančius (1801-1875), autor de las narraciones Vaiku knygele («Librillo para chicos y chicas», 1868), Paagusiu žmoniu knygele («Libro para adultos», 1868), Palangus Junzė («José de Palanga», 1863), Antano Tretingo pasakojimas («El cuento de Antonio Tretingo», 1872), Žemaicčiu guskupyste («Historia del obispado de Samogítia») y Zivatai sventuju («Vidas de santos», 1858-1868); el obispo y poeta Antanas Baranauskas (1835-1902), con Anskyciu silesis («El bosque de Anysciai», 1858), donde compara el uso del lituano con un árbol destruido, Artoju giesmés («Cantos de labrador», 1860) y Kelioné Petersburgan («Viaje a San Petersburg», 1859); Laurynas Uvinskis (1811-1881), activista educador autor de un matrasčiai (almanaque); Antanas Tataré (1805-1889), predicador y narrador.
Desde 1860 se acentuaron los intentos normalizadores de la lengua. El gramático Pričkus Kuršaitis (1806-1884) escribo la Grammatik der Littauschen sprache («Gramática de la lengua lituana», 1876), primer intento de fijar la lengua escrita, que será secundado por G. H. F. Nesselman (1811-1881) y August Schleicher (1821-1868), autores del Handbuch der Littauischen sprache («Manual de la lengua lituana», 1856-1857), pero se puede considerar como el padre del actual lituano estándar su discípulo Jonas Jablonskis (1861-1935), alumno en Moscú de F. Fornatov (1848-1914) y autor de la Lietuvių Kalbos Gramatika («Gramática de la lengua lituana»), publicada en 1922 y considerada desde entonces como oficial.
Hasta finales de siglo destacarían por un lado los avešrininkai, formados alrededor de la revista Avešra («Aurora»), fundada por Jonas Basanavicius (1851-1927), uno de los principales propagadores del nacionalismo lituano y autor de Ožkabaliu Dainos («Cantos de Ozkabaliai», 1902) y Lietuvišbocado pasakos («Leyenda lituana», 1905); Vincas Pietaris (1850-1902), autor de la autobiografía Iš mano atsiminimu y de la primera novela histórica lituana, Algimantas, publicada en los EE. UU. en 1903; y Marija Pečkauskaitė (1878-1930) más conocida por el seudónimo Šatrijos Ragana, narradora pedagoga discípulo de Forster, autora del diario personal Viktutė (1900-1930), Vincas Stonis (1906) y Senaime dvare («En la vieja hacienda», 1922).
Con relación a la revista Varpas («Campana»), publicaron autores como Vincas Kudirka (1858-1899), autor del himno nacional lituano, traductor de Schiller, Byron y Mickiewicz al lituano y autor de los poemas satíricos antirrusos Tiltas y Viršininkai; el poeta, muerto prematuramente, Pranas Vaičaitis (1876-1901); los dramaturgos Fromas Gužutis (1822-1900) y Keturakis, autor de Ameriko pirtyje («América en el baño», 1895); Gabriele Petkevičaite Bité (“La abeja”, 1861-1943), que colaboró con Julija Žemaite y escribió la novela Ad Astra (1933); y Lazdynu Peleda («El búho de los avellanos»), seudónimo de las hermanas Ivanauskaités, Sofija Pšibilauskiené (1867-1926) y Marija Lastauskiené (1872-?), autoras de las novelas de carácter rural Sugriautas gyveninas («Una vida rota»), Klajūnariz («El trotamundos») y Klaida («El error») sobre la revuelta de 1905.

## sigloXX

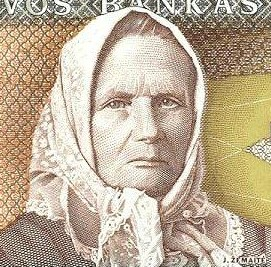
Žemaitė (1845-1921).

Entre los primeros autores del siglo destacaron Vilius Storasta Vydunas (1868-1953), simbolista de Pilkalné (ahora Pillkallen) y amigo de Gorki y Baltrušaitis, quien veía verdad y amor en los antiguos símbolos arios de la verdad y la luz, que reflejó en obras de teatro como Probočyų šešeliai («Las sombras de los antepasados», 1901), Juru varpai («Las campanas del mar», 1914), Amžina ugnis («Fuego eterno», 1913) y las obras de carácter filosófico Samonė («La conciencia», 1935), Mirtis ir kau toliau («La muerte y el más allá», 1920) y Slepinga žmogaus didybė («La misteriosa grandeza del hombre», 1913); Jonas Maciulis Maironis (1862-1932) cura católico y poeta, proclamado por sus contemporáneos Atgimimo dainus («poeta del renacimiento») y autor de Jaunogi Lietuva («Joven Lituania», 1907) y Terp skausmu į garbę («A través del dolor hacia la gloria», 1895); Julija Žymantienė Julija Žemaite (1845-1921), autora de historias naturalistas sobre la vida en los pueblos, como Rudens vakara («El último otoño», 1894), Petras Kurmelis (1898) y Sučiupas velnias («El diablo atrapado», 1898); Jonas Biliūnariz (1879-1907) soñador romántico, introductor del marxismo, autor de la narración corta Leūdna pasaka («Un cuento triste», 1906) sobre la revuelta lituana de 1863; Juozas Tumas Vaizgantas (1879-1933) cura patriota y figura pública, fundador del diario Tevynes Sargana («Guardián de la Patria», 1896), la revista Žinyčia («Saber») y el diario Rygos Garsas («La voz de Ríga», 1914), autor de los relatos Dédés ir dedienes («Tíos y tías») y la novela Pragiedugliai («Claridades», 1920); y Julijonas Dobilas-Lindé (1872-1934), discípulo de Benedetto Croce y autor de la novela Blūdas («El delirio», 1912) sobre los hechos de 1905.
El 1904 apareció la nueva revista Draugija («La compañía»), que se editó intermitentemente hasta 1922 y en la que escribieron Aleksandras Dambrauskas Adomas Jakštas (1860-1938), autor del drama Avešrubio sūnūse («Hijos de la aurora», 1926) y Sofija Ciurlioniene-Kymantaité (1875-1911), esposa de Ciurlionis. En 1905, andemás, se celebró un Congreso de Escritores Lituanos en Vilna, patrocinado por Juozas Albinas Hierbačiuskas (1876-1944), donde proclamaron la autonomía del arte y la necesidad de crear formas propias. Así se fundaron las revistas literarias Vaivoryskšté («Arco iris», 1913) y Pirmasis Baras (1915).
El escritor lituano más conocido ha sido Vincas Krėvė-Mickevicius (1882-1954), que vio Lituania libre y ocupada dos veces y finalmente marchó al exilio; sus cuentos sobre héroes son estilizados y con un idioma casi popular, como sus narraciones realistas Skerdžius («El pastor», 1923), o sus obras históricas, como Šarūnariz, dainavos kunigaikštis («Sarunas, príncipe del Daugava», 1912), que trata de la fuerza secreta interior del hombre. Otras obras suyas, todas narrativas, fueron Karaliaus Mindaugo mirtis («La muerte del rey Mindaugas», 1935), Po šiaudine pastoge («Bajo un techo de paja», 1922-1923) y Dangaus ir žėmas sunus («Los hijos del cielo y de la tierra», 1949).
Otros destacados contemporáneos suyos fueron Antanas Žukauskas Viennulis (1882-1957), quién se permaneció durante la ocupación soviética; escribió Kaukazo legendos («Leyendas del Cáucaso», 1907) dónde le fascina el exotismo, y más tarde dramas en los que fue influido por Chéjov, como Puodžyūnkiemis («La granja Puodžiunas», 1952), donde trata la colectivización agraria. Otro contemporáneo suyo, Ignas Šeinius Jurkūnariz (1889-1959) estuvo más influido por las leyendas nórdicas, como muestra en Kuprelis («El jorobado», 1913), los cuentos Aš dar karta grižtu («Yo vuelvo otra vez», 1937) y a la novela Siegfried Immerselbe atsijaunina («Siegfred Immerselbe se rejuvenece él mismo», 1934) donde satiriza a un nazi que se rejuvenece con transfusión de sangre judía a la vez que pierde sus ideales. Jurgis Savickis (1890-1952) es otro fino observador de la realidad, mientras que Kazys Boruta (1905-1965) tiene poesía y prosa con amor apasionado por la vida y un corazón rebelde, como Baltaragio Malaūnariz («El molino de viento de Baltaragis», 1945) y Duona kasdienine («Pan cotidiano», 1933). En cuanto a la poesía, Jurgis Baltrušaitis (1873-1944), miembro del círculo simbolista ruso, introdujo este estilo en el país; Vincas Mykolaitis-Putinas (1893-1967), profesor de universidad; el simbolista Balys Sruoga (1896-1947), autor de Milžino paunskemė («La sombra del gigante», 1932); el impresionista Benediktas Rutkunas (1907-); y Faustas Kirša (1891-).
Durante los años veinte, el movimiento de la revista Keturi Vejai («Cuatro vientos») de catácter futurista, promovió nuevos poetas como el futurista Kazys Binkis (1893-1932), Jonas Aistis (1904-1973), influido por la métrica francesa y autor de Unožgese chimeros akys («Los ojos muertos de la quimera», 1937), Bernardos Brazdžionis (1907-2002) de inspiración cristiana y exiliado en 1945 a Boston, Sales Šemerys (1898-?) y Juozas Ženge-Zlabis (1899-). Juozas Tysliava emigró a Nueva York en 1929 y dirigió el diario Vienybe («Unidad»).
Otros autores no tan conocidos fueron Jonas Marčinkevičius (1901-?); Juozas Paukštelis (1909-); F. Neveravičius; Rapolas Mackevičius, lituano de Polonia; K. Jurgelionis Kaledu Kauke («Máscara de Navidad»), poeta establecido a los EE. UU.; Viktoras Katilius, Jonas Šukys; Kazys Jankauskas y Juozas Keliuotis. También hace falta nombrar el possimbolista Stasys Santvaras (1902); Mykolas Vaitkus (1883-?); Motiejus Gustaitis (1870-1927); Edmundas Steponaitis (1892-1908); Zigmas Géle-Gaidamavičius (1892-1912); el poeta romántico Liudas Gira (1886-?); el neosimbolista Jonas Kossu-Alexandravičius (1904-); Antanas Míškinis (1905-1983); Stasys Anglickis; Jonas Graičiunas (1903-?); Kazys Inčiura (1906-?); Granožynas Tulauskaitė; Petras Vaičiunas (1890-?); el dramaturgo Juozas Petrulis, autor de Prieš rove («Contra corriente», 1936); y los narradores Juozas Švaistas-Balčiunas; Petras Tarulis Petrenas; Vytautas Alantas-Jakševičius; Kazys Puida; y O. Pleiryte-Pudienė Vaidulutė («La vestal»).
Por su parte, los izquierdistas y comunistas formaron el Trecias Fronte («Tercer Frente»), con la poetisa Salomeja Bačinskaitė Neris (1904-1945); Piatras Cvirka (1909-1947) con Žmeė maintintoja («Tierra, la provisora», 1935) donde denuncia la opresión de un labrador; Ieva Simonaitytė (1897-1978) con estilo de realismo socialista; Teofilis Telvytis (1903); Antanas Venclova, Antanas Vaičiulaitis (1906), que desde 1941 se estableció en los EE. UU.; Antanas Gustaitis (1907); el poeta decadente Juozas Albinas Herbaciauskas (1876-1944); Jonas Grinius (1901-); y Liudas Dovydenas (1906-).
Muchos escritores lituanos marcharon al exilio 1941, donde continuaron publicando; entre los más destacados encontramos a Vincas Ramonas (1905-1985); el novelista sardónico Aloyzas Baronas (1917); Marius Katiliškis (1915-1980); y Henrickas Radauskas (1910-1970), escritor multifacético establecido en Chicago. En 1952 un grupo de artistas lituanos exiliados fundaron el grupo Žeme («Tierra»), del cual formaron parte los poetas Kazys Bradūna (1917), director de la revista Literaty Folios; Henrickas Nagys (1920-1996), autor de Mėlybas sniegas («La nieve azul», 1961); Vytautas Mačernis (1920-1945); el poeta filosófico Alfonsas Čipkus Nyka-Niliūnariz (1919); los narradores Algirdas Landsbergis (1925); el existencialista Antanas Škėma (1911-1961); los dramaturgos, Kostas Ostrauskas (1926), influido por Ionesco y Beckett, sardónico y obsesionado por la muerte; Algimantas Mackus (1932-1964); Zina Katiliškienė Leūnė Sutema (1927); Jonas Mekas (1922); Venancijus Ališas (1908-); Leonardas Andriekus (1914); los narradores Pulgis Andriušis (1907); Neli Mazalaitė (1907); Alė Nakaitė (1915); Petronėlė Orintaitė (1905-) y Stasius Budavas (1908-1966).
Con respecto a los autores del interior de la URSS, durante los primeros años sólo destacarían Augustinas Gričius, Julius Buteras, Albinas Zukauskas, Justas Palemonas, Vladas Mozuriunas, Borisas Daugaviestis, Stepas Zobarskas, autor de Savame krašté («En el país nativo, 1946), Juozas Baltusis, autor de Parduotas vasaras («Veranos cambiados», 1957) y Vytautas Sijiros-Gira (1911). El deshielo de 1956 permitió la aparición de nuevos autores. El principal fue Eduardas Mieželaitis (1919), viejo comunista, discípulo de los Tercias Frontas, director del diario Komjaunimo Tiesa y desde el 1959 cabeza de la Unión de Escritores Lituanos, autor de Žmogus («Hombre», 1962), influido por Walt Whitman, donde exuda optimismo cósmico; Justinas Marcinkevičius (1930) poeta y dramaturgo de temática trágica, como Kraujas ir pelenai («Sangre y cenizas», 1960) sobre la destrucción provocada por los nazis. El viejo narrador realista Juozas Grušas (1901-1986); su discípulo Kasys Saja (1932), cultivador del teatro del absurdo; el prosista Mykolas Sluckis (1928); Icchoras Meras (1934), judío que huiría a Israel, describe el grotesco sufrimiento de los judíos; Jonas Avyžius (1922) y otros.
Entre las nuevas generaciones hay que destacar a Antanas Panškevicius (1922); la poetisa romántica Janina Degutytė (1928); el poeta órfico Sigitas Geda (1943); Judita Vaičyūnaitė (1937), que mitifica la vieja Vilna; Tomas Venclova (1937); y Antanas Ramonas (1947-1993), con los ensayos Ramybes kalva («El cerro de la calma»).

## SigloXXI
Entre los escritores más reconocidos en el siglo XXI se encuentran Alvydas Šlepikas, Laura Sintija Cerniauskaité y Kristina Sabaliauskaitė.